# 帕薩特冰原島峰
71°18′S 3°55′W / 71.300°S 3.917°W
帕薩特冰原島峰（德語：Passat），是南極洲的冰原島峰，位於毛德皇后地，處於波瑞阿斯冰原島峰東北面1.9公里，海拔高度145米，由德國探險隊發現，現時由南極條約體系管理。